# 라이문도 오르시
라이문도 비비아니 "무모" 오르시(스페인어: Raimundo Bibiani "Mumo" Orsi; 1901년 12월 2일, 아베야네다 ~ 1986년 4월 6일, 산티아고)는 전 이탈리아계 아르헨티나인 축구 선수로, 현역 시절 측면 미드필더나 공격수로 활약했다. 그는 국제 무대에서 아르헨티나와 이탈리아 국가대표팀으로 활약했고, 이 중 아르헨티나 국가대표팀에서는 1927년 남미 축구 선수권 대회를 우승하고 네덜란드 암스테르담에서 열린 하계 올림픽에서 은메달을 목에 걸었고, 이탈리아 국가대표팀 일원으로는 중부 유럽 국제컵을 2번 참가했고, 1934년 월드컵에서 정상에 올랐다.

## 클럽 경력
그는 아르헨티나에서 인데펜디엔테(1920-1928; 1935)에서 현역 신고식을 치렀으나, 그의 전성기는 유벤투스 시절로 이탈리아에서 보다 많은 우승을 경험했다. 그는 1928-29 시즌에 이탈리아 구단에 합류하여 1935년까지 유벤투스 선수로 활동하며 1931년부터 1935년까지 5차례 연속으로 리그 정상에 올랐다. 이탈리아를 떠난 후, 오르시는 은퇴하기 전까지 남아메리카 무대에서 활동했다. 그는 인데펜디엔테로 복귀한 후 보카 주니어스(1936), 플라텐세(1937-1938), 그리고 알마그로(1939-1940)를 거쳤다. 그는 브라질의 플라멩구(1939; 1940), 우루과이의 페냐롤(1941-1942), 그리고 칠레의 산티아고 나시오날(1943)에서 활약했다.

## 국가대표팀 경력
그의 첫 아르헨티나 국가대표팀 경기는 1924년 8월 10일에 열린 우루과이와의 경기였다. 이어지는 12년 동안, 그는 아르헨티나 국가대표팀 경기에 13번 뛰어 3골을 기록했고, 1927년 남미 축구 선수권 대회를 우승하고 네덜란드 암스테르담에서 열린 1928년 하계 올림픽에서 은메달을 목에 걸었다. 오르시의 국가대표팀 경력은 현재 관점에서 비현실적인데, 그는 아르헨티나 외에도 이탈리아 국가대표팀에서도 출전 기록이 있기 때문이었고, 귀화한 국가의 대표팀 일원으로 1929년 12월 1일부터 1935년 3월 24일까지 35번의 경기에 출전해 13골을 넣었다. 그로 인해 오르시는 두 차례의 중부 유럽 국제컵을 참가했고, 1934년 월드컵에 참가해 결승전에서도 득점을 기록하고 우승에 일조했다. 그는 1986년에 향년 84세로 영면에 들었다.

## 경기 방식
당대 최고의 선수로 손꼽히던 오르시는 동 역할의 이탈리아 선수들 중 최고로 꼽히는 선수로, 왼발잡이 측면 공격수로, 주로 왼쪽 측면을 맡아 중앙 띄우기에 두각을 나타냈다. 타고난 골잡이이기도한 그는 머리로든 어느 발로든 정확한 마무리를 하는 것으로 회자되었고, 공중 경합에도 밀리지 않았고, 움직임은 곡예사와 같았다. 그로 인해, 그는 스트라이커 자질도 있었고, 우측을 맡아 전방으로 비스듬히 전진했고, 이어 주발로 골망을 흔들었다. "무모"(Mumo)라는 별칭으로 불린 오르시는 공을 차는 힘과 신체적 힘이 부족했지만, 매우 빠른 선수로, 기술력이 뛰어났으며, 공몰이에 능하고 속임수로 상대 선수로 쉽게 제쳤다. 그는 성공률이 높은 페널티 킥의 주자이기도 했다.

## 수상

### 클럽
인데펜디엔테
- 아소시아시온 아마테우르스 데 푸트볼: 1922, 1924, 1925

유벤투스
- 세리에 A: 1930–31, 1931–32, 1932–33, 1933–34, 1934–35

플라멩구
- 히우 주 선수권: 1939

### 국가대표팀
아르헨티나
- 남미 축구 선수권 대회: 1927
- 하계 올림픽 은메달: 1928

이탈리아
- 월드컵: 1934
- 중부 유럽 국제컵
  - 우승: 1927–30, 1933–35
- 준우승: 1931-32

### 개인
- 월드컵 대회의 팀: 1934[8]